# Berluc
Berluc är ett tyskt rockband som hade sina största hits i DDR.
Berluc, vars namn bildades av de första bokstäverna i grundarnas hemstäder, Berlin och Luckenwalde, fick redan under sitt första år (1978) en hit med låten "Hallo Erde, hier ist Alpha", tillägnad kosmonauten Sigmund Jähn. Bandet turnerade i april 1984 i Sovjetunionen, men upplöstes därefter. Berluc återuppstod 1993 och ledaren är alltjämt en av grundarna, trummisen Dietmar Ränker.

## Diskografi
Studioalbum
- Reise zu den Sternen (1979)
- Berluc (1981)
- Hunderttausend Urgewalten (1982)
- Rocker von der Küste (1985)

Singlar / EP
- "Wer Hat Mein Geld" / "Disco-Typ" (1977)
- "Computer 3/4x" / "Du Bist Kein Mensch" (1978)
- "Hallo Erde, Hier Ist Alpha" / "Bleib, Sonne, Bleib" (1978)
- "Bernsteinlegende" / "Hunderttausend Urgewalten" (1980)
- "Bermuda-Dreieck" / "Fliegen Vor Der Zeit" (1981)
- "Gradaus" / "No Bomb" (1983)
- "Die Erde Lebt" / "Fieber" (1984)
- "Tausend Hände" / "Zeig Dein Gesicht" (1985)
- Wie ein Regenbogen (EP) (1988)
- "Nachhaus" (Maxi-singel) (1994)

Samlingsalbum
- Reise zu den Sternen (1981)
- Die Hits (1996)
- Blaue Stunde - Die schönsten Balladen (2006)
- Rocker von der Küste (1985)